# Tringa totanus

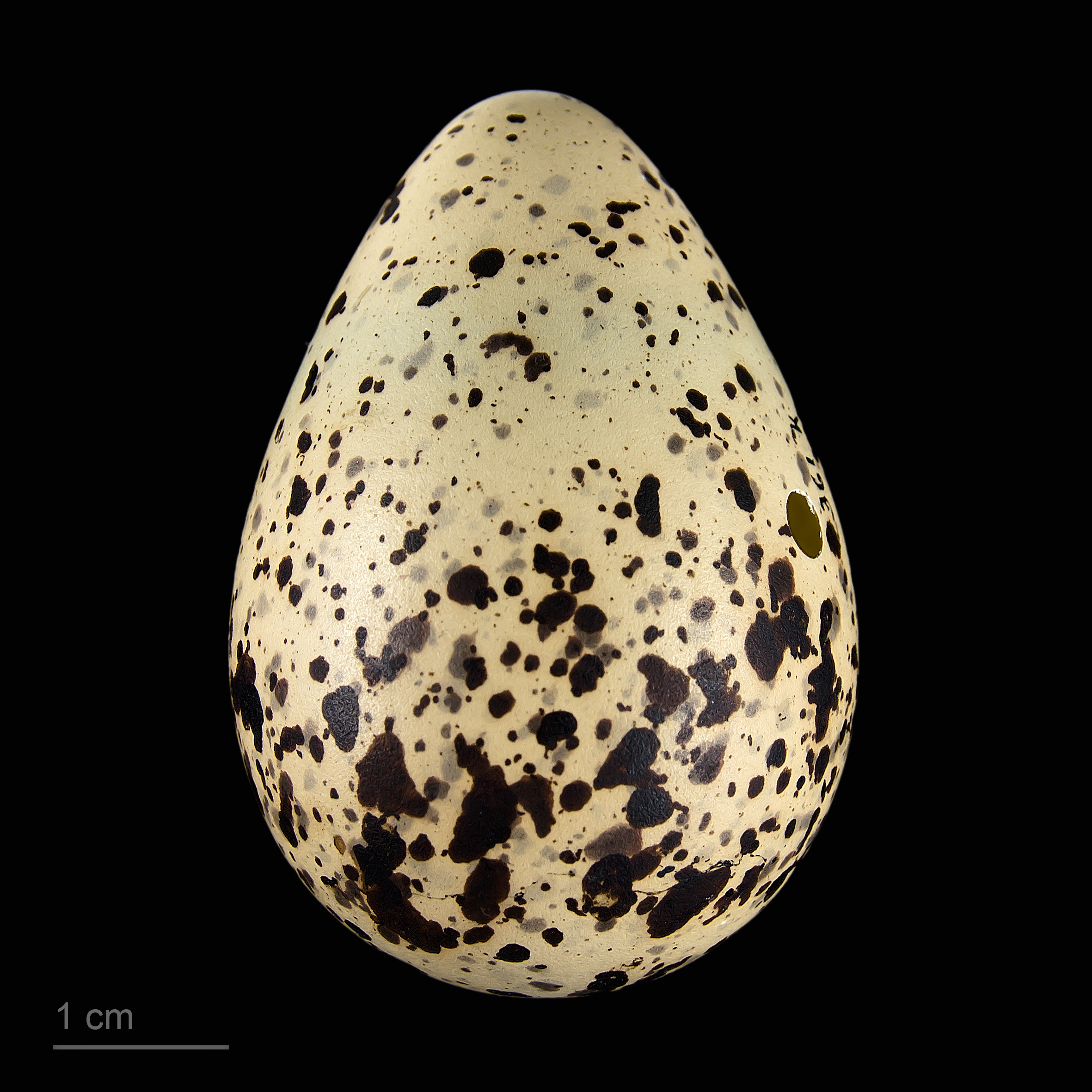
Tringa totanus totanus - MHNT

Tringa totanus, conhecido vulgarmente por cacongo ou perna-vermelha-comum, é uma ave da família dos escolopacídeos, encontrada na Europa, África e Ásia.

## Subespécies
São reconhecidas seis subespécies:
- Tringa totanus robusta (Schiøler, 1919) - Islândia, Ilhas Feroe e Escócia. Inverna nas Ilhas Britânicas e no oeste da Europa.
- Tringa totanus totanus (Linnaeus, 1758) - da Escandinávia à Península Ibérica. Inverna em África, Índia e Indonésia.
- Tringa totanus ussuriensis (Buturlin, 1934) - Sibéria e Mongólia até o leste da Rússia. Inverna na África e na Índia.
- Tringa totanus terrignotae (Meinertzhagen & Meinertzhagen, 1926) - sul da Manchúria. Inverna no sudoeste da Ásia.
- Tringa totanus craggi (Hale, 1971) - noroeste da China. Local de invernagem desconhecido.
- Tringa totanus eurhina (Oberholser, 1900) - Montanhas Pamir até o norte da Índia e o Tibete. Inverna na Índia.